# Vomp
Vomp è un comune austriaco di 5 000 abitanti nel distretto di Schwaz, in Tirolo; ha lo status di comune mercato (Marktgemeinde).